# (1448) Lindbladia
(1448) Lindbladia es un asteroide perteneciente al cinturón de asteroides descubierto por Yrjö Väisälä desde el observatorio de Iso-Heikkilä, Finlandia, el 16 de febrero de 1938.

## Designación y nombre
Lindbladia fue designado inicialmente como 1938 DF.
Posteriormente se nombró en honor del astrónomo sueco Bertil Lindblad (1895-1965).

## Características orbitales
Lindbladia orbita a una distancia media del Sol de 2,373 ua, pudiendo alejarse hasta 2,812 ua. Tiene una excentricidad de 0,1848 y una inclinación orbital de 5,819°. Emplea 1336 días en completar una órbita alrededor del Sol.